# Geay (Charente-Maritime)
Geay ist eine westfranzösische Gemeinde mit 783 Einwohnern (Stand 1. Januar 2022) im Département Charente-Maritime in der Region Nouvelle-Aquitaine. Die Bewohner werden Gexois und Gexoises genannt.

## Lage
Geay liegt in einer Höhe von etwa 25 Metern ü. d. M. in der historischen Kulturlandschaft der Saintonge etwa 21 Kilometer (Fahrtstrecke) nordwestlich von Saintes bzw. 30 Kilometer südöstlich von Rochefort.

## Bevölkerungsentwicklung
| Jahr      | 1962 | 1968 | 1975 | 1982 | 1990 | 1999 | 2006 | 2018 |
| Einwohner | 507  | 509  | 460  | 444  | 464  | 570  | 626  | 754  |

Im 19. Jahrhundert hatte der Ort stets zwischen 570 und 840 Einwohner. Die Reblauskrise und die Mechanisierung der Landwirtschaft führten zu einem Bevölkerungsrückgang, der in den letzten Jahrzehnten wegen der Nähe zu den Städten Saintes und Rochefort und den vergleichsweise niedrigen Mieten und Grundstückspreisen in Geay gestoppt werden konnte.

## Wirtschaft
Über Jahrhunderte spielte die Landwirtschaft zum Zweck der Selbstversorgung der Bevölkerung die größte Rolle im Wirtschaftsleben der Gemeinde. Doch wurde in Gegend schon seit der Römerzeit auch Wein angebaut, der seit der frühen Neuzeit destilliert und nach Nordeuropa (v. a. nach England) exportiert wurde. Geay gehört zu den Bois ordinaires et communs des Weinbaugebietes Cognac, doch werden die meisten Trauben wegen der Absatzprobleme bei Cognac-Weinbränden zu Wein und Pineau des Charentes verarbeitet.

## Geschichte
Die Tatsache, dass der Ort eine romanische Kirche besitzt, lässt auf eine lange Besiedlungszeit schließen, die wohl bis in die gallorömische Zeit zurückreicht.

## Sehenswürdigkeiten

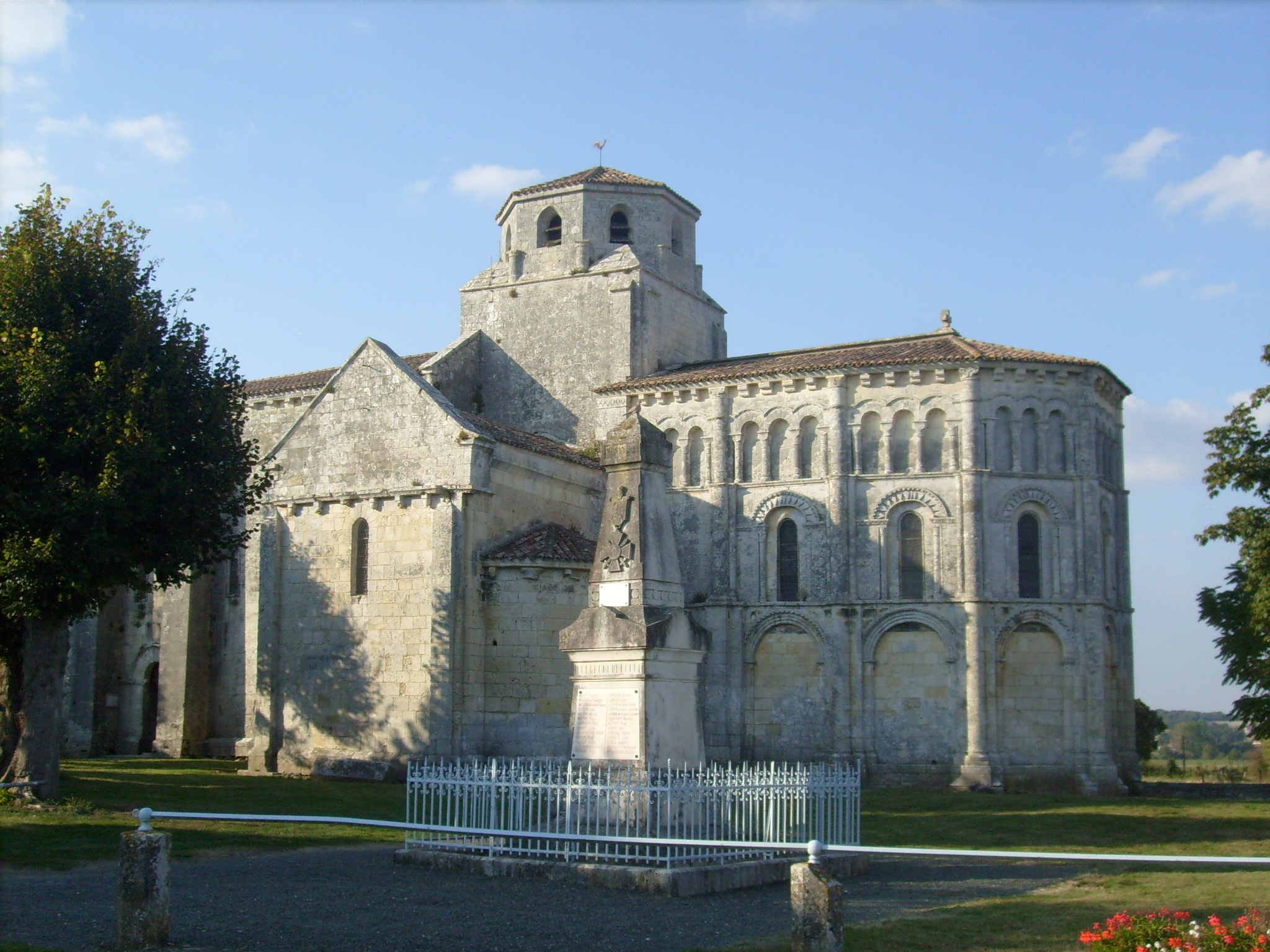
Kirche Saint-Vivien – Querhaus, Vierungsturm, Chor und Apsis

- Die romanische Pfarrkirche Saint-Vivien stammt weitgehend aus dem 12. Jahrhundert. Während die Westfassade vollkommen schmucklos gestaltet ist und eher an eine Notlösung erinnert, sind Chorjoche und polygonal gebrochene Apsis reich gegliedert und gehören zum Eindrucksvollsten, was die romanische Architektur der Saintonge in dieser Hinsicht zu bieten hat (vgl. die Kirchen von Rioux und Rétaud): In der unteren Ebene finden sich breite Blendbögen, in den entsprechenden Feldern der mittleren Ebene sind schmale Fenster eingelassen, die von Blendbögen mit eingestellten Säulchen gerahmt werden. Die Felder der oberen Ebene werden von Triple-Arkaden eingenommen. In der Vertikalen dominieren von wulstartigen Gesimsen verkröpfte Dienstvorlagen. Im Innern der Kirche sind Langhaus und Chorbereich jeweils einschiffig und tonnengewölbt; die Vierung ist durch Blendarkaden erhöht und wird über Trompen in ein Oktogon überführt, welches in einer – im Scheitelpunkt geöffneten – Kuppel abschließt. Die Kirche ist seit dem Jahre 1907 als Monument historique[1] klassifiziert.
- Östlich des Ortes steht ein Schloss (château) vom Ende des 16. Jahrhunderts. Es befindet sich in Privatbesitz und ist nicht zu besichtigen. Wesentliche Teile der Schlossgebäude sind seit dem Jahr 1986 als Monument historique[2] eingeschrieben.